# Ormosia weymarni
Ormosia weymarni är en tvåvingeart som beskrevs av Alexander 1950. Ormosia weymarni ingår i släktet Ormosia och familjen småharkrankar. Inga underarter finns listade i Catalogue of Life.